# Mon pays fabrique des armes

Mon pays fabrique des armes est un documentaire français de la journaliste Anne Poiret, diffusé en octobre 2018 dans l'émission Le Monde en face sur France 5.

## Synopsis
Le documentaire s'intéresse à l'absence de débat public en France sur les ventes de l'industrie de l'armement, avec l'assentiment voire l'aide de l'État, à des pays étrangers accusés de crimes de guerre, de crimes contre l'humanité ou de violations des droits de l'homme,,. Il souligne également l'opacité qui règne autour de cette industrie et la réticence des milieux concernés — tant les industriels que les élus et anciens ministres — à parler des ventes d'armes à l'étranger, encore davantage de l'utilisation qui peut en être faite — notamment par l'Égypte d'al-Sissi contre ses opposants et par l'Arabie saoudite dans la guerre du Yémen,.
Pour cela, la journaliste interroge notamment des élus locaux, le PDG de l'entreprise Constructions mécaniques de Normandie, un salarié de l'ONG Amnesty International, un député La République en marche membre de la commission Défense de l'Assemblée nationale (Jean-Charles Larsonneur) et le juge d'instruction Renaud Van Ruymbeke.

## Fiche technique
- Titre original : Mon pays fabrique des armes
- Réalisation : Anne Poiret
- Sociétés de production : Talweg, France Télévisions
- Langue originale : français
- Durée : 72 minutes
- Date de sortie : octobre 2018

## Réception critique
Selon Pierre Alonso de Libération, le film ne contient pas de révélation mais est « exhaustif des enjeux entourant [le] “vice business” » des ventes d'armes à des pays non démocratiques. Un avis que rejoint la journaliste du Monde Nathalie Guibert : « Le film ne comporte pas de révélations, mais il a le mérite de donner aux citoyens les clés du débat. » Selon elle, « si la première affirmation du film se discute assurément – “Nous ne savons rien” –, la deuxième est une vérité sur laquelle il vaut de s’interroger : le sujet des ventes d’armes forme “un angle mort du débat public”. »
Cette « enquête explosive », écrit Marie-Hélène Soenen du magazine Télérama, « abonde en moments manifestes de gêne d’industriels et de politiques rechignant à faire le lien entre armes et guerre et met en lumière les silences et les invocations pavloviennes du secret défense ». Pour le journaliste de L'Humanité Gérald Rossi, « le documentaire pointe une industrie florissante couverte par le secret défense ».
L'Obs, sous la plume d'Anne Sogno, écrit : « La remarquable enquête d’Anne Poiret (Prix Albert Londres 2007) réussit, malgré l’omerta liée au milieu, à faire parler des intervenants habituellement peu loquaces. »